# Alexis de Villeneuve
Alexis de Villeneuve est un homme politique réunionnais né le 16 mai 1906 à Saint-Benoît et tué à Saint-Denis le 25 mai 1946.

## Biographie
Il naît dans une grande famille de l'industrie sucrière puis réalise des études tout à fait normales[précision nécessaire] avant de s'engager en politique, comme son père. Il est élu conseiller général à 28 ans puis maire de sa commune natale à 32 ans à la suite d'une élection pleine de rebondissements.
Il occupe par ailleurs la tête du comité de défense des planteurs de Saint-Benoît et épouse Andrée Isautier avant d'être mobilisé par la Seconde Guerre mondiale. À son retour dans l'île, il a été remplacé au conseil général de La Réunion.
Cela ne l'empêche pas de poursuivre une ascension qui le voit prendre la tête du MRP et de nombreux autres organismes moins partisans. Il devient ainsi un homme puissant cumulant les casquettes.
Le 25 mai 1946, il est abattu lors d'un meeting politique à Saint-Denis, dans une rue qui porte aujourd'hui son nom. Paul Vergès, fils de son adversaire politique Raymond Vergès (du CRADS), est condamné par les assises à 5 ans de prison avec sursis, pour avoir « volontairement porté des coups et fait des blessures à Alexis de Villeneuve […] sans intention de donner la mort » ; il est gracié par une loi d'amnistie en 1953,.
Son frère Frédéric Champierre de Villeneuve est également député de La Réunion dans les années 1950.